# Wu Hou (krater)
Wu Hou är en nedslagskrater på planeten Venus. Wu Hou har fått sitt namn efter den kinesiska kejsarinnan Wu Zetian.
Kratern har en diameter på ungefär 27 km.